# Cleora rhadia
Cleora rhadia är en fjärilsart som beskrevs av Louis Beethoven Prout 1929. Cleora rhadia ingår i släktet Cleora och familjen mätare. Inga underarter finns listade i Catalogue of Life.